# 전지적 참견 시점
《전지적 참견 시점》은 매주 토요일 밤 11시 10분에 방송되는 예능 프로그램이다.

## 개요
"당신의 인생에 참견해 드립니다!" 매니저들의 거침없는 제보로 공개되는 스타들의 리얼 일상! 그리고 시작되는 다양한 '참견 고수'들의 시시콜콜한 참견!'

## 방송 시간
| 방송 채널 | 방송 기간 | 방송 시간                            | 방송 시간                            | 비고      |
| --------- | --- | ------------------------------------ | ------------------------------------ | --------- |
| MBC TV    | 2018년 3월 3일 ~ 2018년 3월 10일 | 1부                                  | 토요일 밤 11시 15분 ~ 12시 5분       | 분리 편성 |
| MBC TV    | 2018년 3월 3일 ~ 2018년 3월 10일 | 2부                                  | 토요일 밤 12시 5분 ~ 12시 55분       | 분리 편성 |
| MBC TV    | 2018년 3월 17일 ~ 2018년 10월 27일,2018년 12월 8일 ~ 2019년 4월 13일 ,2019년 5월 4일,2019년 6월 8일 ~ 2019년 8월 3일,2019년 8월 17일 ~ 2020년 3월 28일 | 1부                                  | 매주 토요일 밤 11시 5분 ~ 12시 5분   | 분리 편성 |
| MBC TV    | 2018년 3월 17일 ~ 2018년 10월 27일,2018년 12월 8일 ~ 2019년 4월 13일 ,2019년 5월 4일,2019년 6월 8일 ~ 2019년 8월 3일,2019년 8월 17일 ~ 2020년 3월 28일 | 2부                                  | 매주 토요일 밤 12시 5분 ~ 12시 45분  | 분리 편성 |
| MBC TV    | 2018년 11월 3일 ~ 2018년 12월 1일 | 1부                                  | 매주 토요일 밤 11시 ~ 12시           | 분리 편성 |
| MBC TV    | 2018년 11월 3일 ~ 2018년 12월 1일 | 2부                                  | 매주 토요일 밤 12시 ~ 12시 40분      | 분리 편성 |
| MBC TV    | 2019년 4월 20일 ~ 2019년 4월 27일 2019년 5월 11일 ~ 2019년 6월 1일                                                                                     | 1부                                  | 매주 토요일 밤 11시 5분 ~ 12시 5분   | 분리 편성 |
| MBC TV    | 2019년 4월 20일 ~ 2019년 4월 27일 2019년 5월 11일 ~ 2019년 6월 1일                                                                                     | 2부                                  | 매주 토요일 밤 12시 5분 ~ 12시 50분  | 분리 편성 |
| MBC TV    | 2019년 8월 10일 | 1부                                  | 토요일 밤 11시 5분 ~ 12시            | 분리 편성 |
| MBC TV    | 2019년 8월 10일 | 2부                                  | 토요일 밤 12시 ~ 12시 40분           | 분리 편성 |
| MBC TV    | 2020년 4월 4일 | 1부                                  | 토요일 밤 10시 55분 ~ 11시 55분      | 분리 편성 |
| MBC TV    | 2020년 4월 4일 | 2부                                  | 토요일 밤 11시 55분 ~ 12시 35분      | 분리 편성 |
| MBC TV    | 2020년 4월 11일 ~ 2020년 5월 16일 | 1부                                  | 매주 토요일 밤 10시 55분 ~ 12시 5분  | 분리 편성 |
| MBC TV    | 2020년 4월 11일 ~ 2020년 5월 16일 | 2부                                  | 매주 토요일 밤 12시 5분 ~ 12시 45분  | 분리 편성 |
| MBC TV    | 2020년 5월 23일 2020년 6월 6일 | 1부                                  | 토요일 밤 10시 55분 ~ 12시 10분      | 분리 편성 |
| MBC TV    | 2020년 5월 23일 2020년 6월 6일 | 2부                                  | 토요일 밤 12시 10분 ~ 12시 50분      | 분리 편성 |
| MBC TV    | 2020년 5월 30일 | 1부                                  | 토요일 밤 10시 55분 ~ 12시           | 분리 편성 |
| MBC TV    | 2020년 5월 30일 | 2부                                  | 토요일 밤 12시 ~ 12시 35분           | 분리 편성 |
| MBC TV    | 2020년 6월 13일 | 1부                                  | 토요일 밤 10시 55분 ~ 12시 15분      | 분리 편성 |
| MBC TV    | 2020년 6월 13일 | 2부                                  | 토요일 밤 12시 15분 ~ 12시 55분      | 분리 편성 |
| MBC TV    | 2020년 6월 20일 | 1부                                  | 토요일 밤 11시 10분 ~ 12시 10분      | 분리 편성 |
| MBC TV    | 2020년 6월 20일 | 2부                                  | 토요일 밤 12시 10분 ~ 12시 55분      | 분리 편성 |
| MBC TV    | 2020년 6월 27일 | 1부                                  | 토요일 밤 10시 55분 ~ 12시           | 분리 편성 |
| MBC TV    | 2020년 6월 27일 | 2부                                  | 토요일 밤 12시 ~ 12시 40분           | 분리 편성 |
| MBC TV    | 2020년 7월 4일 ~ 2020년 7월 11일 2020년 8월 1일 ~ 2020년 8월 8일                                                                                       | 1부                                  | 토요일 밤 11시 10분 ~ 12시 10분      | 분리 편성 |
| MBC TV    | 2020년 7월 4일 ~ 2020년 7월 11일 2020년 8월 1일 ~ 2020년 8월 8일                                                                                       | 2부                                  | 토요일 밤 12시 10분 ~ 12시 50분      | 분리 편성 |
| MBC TV    | 2020년 7월 18일 ~ 2020년 7월 25일 2020년 8월 15일 ~ 2021년 6월 26일                                                                                    | 1부                                  | 매주 토요일 밤 11시 10분 ~ 12시 15분 | 분리 편성 |
| MBC TV    | 2020년 7월 18일 ~ 2020년 7월 25일 2020년 8월 15일 ~ 2021년 6월 26일                                                                                    | 2부                                  | 매주 토요일 밤 12시 15분 ~ 12시 55분 | 분리 편성 |
| MBC TV    | 2021년 7월 3일 ~ 현재 | 매주 토요일 밤 11시 10분 ~ 12시 45분 | 매주 토요일 밤 11시 10분 ~ 12시 45분 | 통합 편성 |

## 제작진
2022년 8월 13일부터
- 기획 : 강영선
- 구성 : 여현전, 이경희, 이소민, 박진주, 윤승정, 조한나, 김수빈, 이아람, 손민이, 박보경, 김인지
- 편집 : 허니팩토리
- 홍보 : 유예현, 예능연구소
- 외부홍보 : 와이트리컴퍼니
- 콘텐츠마케팅 : 장현
- imbc 웹기획/디자인 : 이수진, 정민경
- FD : 강은주, 김서준, 박하영, 이해림, 이미정, 백기원
- 외부진행 : (주)제리컴퍼니, (주)아폴로
- 외부카메라 : 머니픽쳐스
- 외부조명 : (주)라이트스토리
- 동시녹음 : CB sound
- 외부음향 : 아이에스피사운드
- 특수촬영장비 : 포스트아이콘
- 영상장비 : 브라보플러스, (주)열린영상
- 미술감독 : 강윤경
- 세트디자이너 : 이진욱
- 미술지원 : MBC ART, 김진희, 황광식
- 세트제작 : 이선우, 한동구
- 소도구 : 최지수, 이승직
- 모션그래픽 : DONOUC
- 타이포그래픽 : 김하연, 김영경
- 로고디자인 : 최은빈
- 외부문자그래픽 : 엠픽
- 자막진행 : 유호동, 유수빈, 구보라
- 영상감독 : 이진혁, 김상환
- 녹화감독 : 윤태희, 이고은
- 음향감독 : 한승열, 김동현
- 조명감독 : 손창민, 한수민
- 카메라 감독 : 김웅
- 카메라 : 김민성, 이태호, 김재훈, 배주연, 김승현, 이상현, 이원준, 정기선, 최영훈, 한철, 홍석준, 김의정, 이기범
- 지미집 : 유환태
- 종편감독 : 김상철
- 편집감독 : 김기정
- 더빙/믹싱 : 김창훈
- NLE : 김정훈, 조한흥
- 음악감독 : 서성원, 이화현, 최광호, 손은경
- 효과감독 : 박용혁, 손태종, 안성혁
- 행정 : 최승규
- 외부 조연출 : 박선용, 추보배, 엄민아, 유현철, 강희연, 김민경, 김설지, 이윤주, 정영훈, 김민정, 안희연, 김준혁
- 조연출 : 변다희, 김성년, 서예나, 김연홍, 박철현, 김미지
- 외부연출 : 조두연, 앤미디어, 이엔캐스트
- 연출 : 김윤집, 전재욱, 이경순, 정동식
- 제작 : MBC 예능본부 (언급되지 않음)

## 출연자
현재 출연자
- 전현무
- 송은이
- 양세형
- 이영자
- 유병재
- 홍현희

이전 출연자
- 김생민 & 황수민
- 이상은[3]
- 신현준 & 이관용
- 박성광 & 임송
- 이승윤 & 강현석

## 논란
- 이전 출연자였던 김생민이 운전을 하면서 제작진과 전화를 하는 장면이 전파를 탔고 이 과정에서 방통심의위로부터 '의견제시' 조치를 받았다.
- 박나은이 손연재 에피소드에 나와 논란이 되었다.이 프로 진행자가 금요일 상대 프로 출연자인 전현무였다.

## 결방 및 편성 변경 안내
2018년
- 5월 12일 ~ 6월 23일 : 부적절한 세월호 참사 보도 관련 자료화면 사용 논란 편성으로 인한 결방.[4]
- 9월 1일 : 2018년 자카르타-팔렘방 아시안 게임 축구 결승전 《대한민국 VS 일본》 중계방송으로 인한 결방.
- 9월 25일 : 추석특집 전지적 참견 시점 베스트 편성.
- 12월 29일 : 《2018 MBC 방송연예대상》 시상식 중계방송으로 인한 결방.

2019년
- 2월 6일 : 설 특집 전지적 매니저 시점 1, 2부 편성.
- 5월 25일 : 2019년 FIFA U-20 월드컵 조별리그 1차전 《대한민국 VS 포르투갈》 중계방송으로 인한 결방.
- 6월 15일 : 2019년 FIFA U-20 월드컵 결승 특집 프리뷰 쇼 더 파이널 중계방송으로 인한 결방.
- 9월 13일 : 추석 특집 베스트 참견모음 1, 2부 편성.

2020년
- 1월 24일 : 설 특집 전지적 참견 시점 1, 2부 베스트 편성.
- 12월 19일 : MBC 예능 《선을 넘는 녀석들 - 리턴즈》 조연출이 코로나19 확진 판정을 받았으며, 이에 따른 결방.
- 12월 26일 : 스태프가 코로나19 확진 판정을 받았으며, 이에 따른 결방.

2021년
- 1월 2일 : 신년특선영화 《감쪽같은 그녀》 편성으로 인한 결방.
- 2월 12일 : 설에도 전지적 참견 시점 1, 2부 편성.
- 7월 31일 : 《2020 도쿄 올림픽》 중계방송으로 인한 결방.
- 9월 21일 : 추석에도 전지적 참견 시점 편성.
- 12월 25일 : MBC 금토 드라마 《옷소매 붉은 끝동》 14~15회 편성으로 인한 결방.

2022년
- 1월 1일 : MBC 금토 드라마 《옷소매 붉은 끝동》 16~17회 편성으로 인한 결방.
- 2월 1일 : 설에도 전지적 참견 시점 편성.
- 2월 5일 : 설 특집 컬링퀸즈 스페셜 편성으로 인한 결방.
- 2월 12일 : TV무비 《트레이서》 따라잡기 편성으로 인한 결방.
- 3월 5일 : 《2022년 울진-삼척 산불》 관련 뉴스특보 편성으로 인한 결방.
- 9월 12일 : 추석에도 전지적 참견 시점 편성.
- 11월 5일 : 이태원 압사 사고 참사 여파 & 특선영화 《삼진그룹 영어토익반》 편성으로 인한 결방.
- 12월 3일 ~ 12월 10일 : 《2022 카타르 월드컵》 중계방송으로 인한 결방.
- 12월 31일 : 《2022 MBC 가요대제전》 중계방송으로 인한 결방.

2023년
- 7월 22일 : 본 회차 물놀이 에피소드 때문에 《전지적 참견 시점 특별판》 방송으로 대체.
- 10월 3일 : 추석에도 전지적 참견 시점 편성.

2024년
- 7월 27일 ~ 8월 10일 : 《2024 파리 올림픽》 중계방송으로 인한 결방.
- 12월 7일 :《윤석열 대통령 비상계엄으로 인한 뉴스특보》 편성으로 결방.

2025년

## 같이 보기
- 사장님 귀는 당나귀 귀 (KBS 2TV)
- 나 혼자 산다 (MBC TV)
- 미운 우리 새끼 (SBS TV)

## 수상 경력
- 2018년 제54회 백상예술대상
  - TV부문 여자예능상 : 송은이
- 2018년 MBC 방송연예대상
  - 올해의 예능인상 : 이영자, 전현무
  - 올해의 작가상 : 여현전
  - 베스트 커플상 : 박성광, 임송
  - 인기상 : 송성호, 강현석, 유규선, 임송
  - 베스트 버라이어티 부문 엔터테이너상 : 유병재
  - 버라이어티 부문 남자 우수상 : 박성광
  - 버라이어티 부문 여자 최우수상 : 송은이
  - 대상 : 이영자
- 2019년 제55회 백상예술대상
  - TV부문 예능 작품상
  - TV부문 여자예능상 : 이영자
- 2019년 MBC 방송연예대상
  - 여자 신인상 : 홍현희
  - 남자 신인상 : 장성규
  - 올해의 예능인상 : 이영자, 전현무
  - 버라이어티 남자 우수상 : 유병재
  - 버라이어티 여자 최우수상 : 송은이
  - 버라이어티 남자 최우수상 : 양세형
- 2020년 MBC 방송연예대상
  - 여자 신인상 : 고은아
  - 남자 신인상 : 김강훈
  - 올해의 예능인상 : 이영자, 전현무
  - 베스트 팀워크상
  - 뮤직 & 토크 남자 최우수상 : 양세형
- 2021년 MBC 방송연예대상
  - 베스트 엔터테이너상 : 양세형, 유병재
  - 여자 우수상 : 홍현희
  - 올해의 예능인상 : 이영자, 전현무
- 2022년 MBC 방송연예대상
  - 멀티플레이어상 : 홍현희
  - 베스트 엔터테이너상 : 권율
  - 올해의 예능인상 : 이영자, 전현무
  - 버라이어티 부문 여자 우수상 : 이국주
  - 대상 : 전현무
- 2023년 MBC 방송연예대상
  - 여자 신인상 : 풍자
  - 베스트 엔터테이너상 : 양세형
  - 멀티플레이어상 : 유병재
  - 올해의 예능인상 : 전현무
  - 공로상 : 이영자

- 2024년 MBC 방송연예대상
  - 여자 신인상 : 최강희
  - 올해의 예능인상 : 전현무
  - 대상 : 전현무